# Bordj Bou Naama (distrito)
Bordj Bou Naama é um distrito localizado na província de Tissemsilt, Argélia. Sua capital é a cidade de mesmo nome. A população total do distrito era de 33 560 habitantes, em 1998.[carece de fontes?]

## Comunas
O distrito está dividido em quatro comunas:
- Bordj Bou Naama
- Sidi Slimane
- Beni Chaib
- Beni Lahcene